# 21391 Rotanner
21391 Rotanner è un asteroide della fascia principale. Scoperto nel 1998, presenta un'orbita caratterizzata da un semiasse maggiore pari a 2,2331750 UA e da un'eccentricità di 0,0631942, inclinata di 3,69424° rispetto all'eclittica.